# Chromis dimidiata
 Chromis dimidiata és una espècie de peix de la família dels pomacèntrids i de l'ordre dels perciformes.

## Morfologia
Els mascles poden assolir els 9 cm de longitud total.

## Distribució geogràfica
Es troba al Mar Roig, Kenya, Tanzània, Sud-àfrica, Maurici, Reunió, Maldives, Sri Lanka, Mar d'Andaman, Tailàndia, Illa Christmas i Guam.